# Tengtian (köpinghuvudort i Kina, Jiangxi Sheng, lat 27,08, long 115,66)
Tengtian är en köpinghuvudort i Kina. Den ligger i provinsen Jiangxi, i den sydöstra delen av landet, omkring 180 kilometer söder om provinshuvudstaden Nanchang. Antalet invånare är 36 150. Befolkningen består av 16 952 kvinnor och 19 198 män. Barn under 15 år utgör 24,0 %, vuxna 15-64 år 68 %, och äldre över 65 år 7,0 %.
Runt Tengtian är det ganska tätbefolkat, med 139 invånare per kvadratkilometer. Tengtian är det största samhället i trakten. Trakten runt Tengtian består till största delen av jordbruksmark.
Genomsnittlig årsnederbörd är 2 221 millimeter. Den regnigaste månaden är juni, med i genomsnitt 358 mm nederbörd, och den torraste är oktober, med 20 mm nederbörd.